# Rubén Magdalena
Rubén Alfredo Magdalena (Llavallol, Provincia de Buenos Aires, Argentina, 30 de marzo de 1942 - † Ibídem, 1 de noviembre de 2002), también conocido por su apodo «Gato», fue un futbolista argentino que se desempeñaba en la posición de defensor central.
Surgido de las inferiores del Club Atlético Boca Juniors, dio sus primeros pasos en Arsenal de Llavallol, quien contaba con un acuerdo de fillal con el «xeneize». De esta manera llegó a la institución para terminar de formarse.
Previo a su llegada a Boca Juniors, fue tentado a jugar en River Plate, llegando a formar parte de la reserva de aquel equipo; sin embargo se decantó para formar parte del «xeneize».
Debutó en la Primera División de Argentina en el año 1963. En el club «xeneize» disputó un total de 83 partidos y no logró convertir goles. A nivel colectivo, se consagró campeón de la Primera División de Argentina en dos oportunidades, en los campeonatos de 1964 y 1965, logrando así el bicampeonato.
Se caracterizaba por ser un defensor que anteponía la buena técnica y la agilidad a la reciedumbre. Sus movimientos mostraban capacidad de anticipo y buena coordinación de tiempo y distancia. Su estampa similar a la de Víctor Valussi, que en las décadas del 30 y 40 formó la defensa junto con Domingos Antônio da Guia y José Marante, le valió el apodo de «Valussito», impuesto por el relator radial Bernardino Veiga, que cubría la campaña de Boca.
En 1964 sufrió una lesión en la rodilla derecha que le trajo dificultades para jugar y decidió ponerle cierre definitivo a su carrera en 1969, pero tuvo que jugar un año en la Unión Española de Chile, por lo que a fines de 1970 y precisamente en el equipo chileno, Magdalena recién puso fin a su carrera como futbolista.
Falleció en su Llavallol natal en el año 2002 a la edad de 60 años.

## Trayectoria
Oriundo de Llavallol, surgió como jugador de las inferiores de Boca Juniors, en donde llegó por un convenio entre Boca y Arsenal de Llavallol. 
Tuvo la chance de ser futbolista del Club Atlético River Plate, pero se decantó por el «xeneize». En el conjunto de la ribera disputó un total de 83 encuentros y conquistó dos títulos. Una lesión le puso fin a su carrera de manera temprana.
Falleció a los 60 años en su ciudad natal, en 2002.

## Clubes
| Club           | País      | Año       |
| -------------- | --------- | --------- |
| Boca Juniors   | Argentina | 1963-1969 |
| Unión Española | Chile     | 1969-1970 |

## Palmarés

### Campeonatos nacionales
| Título           | Club         | País      | Año  |
| ---------------- | ------------ | --------- | ---- |
| Primera División | Boca Juniors | Argentina | 1964 |
| Primera División | Boca Juniors | Argentina | 1965 |

### Campeonatos amistosos
| Título               | Club                | Sede      | Año  |
| -------------------- | ------------------- | --------- | ---- |
| Copa de las Naciones | Selección Argentina | Brasil    | 1964 |
| Copa Mohamed V       | Boca Juniors        | Marruecos | 1964 |